# Op den Berg
Het huis Op den Berg of Der Wijerhoff ('vijverhoeve') was een hoeve in de Nederlandse plaats Geleen, provincie Limburg.

## Beschrijving
Op de plek waar de Geleenbeek en de Keutelbeek samenkomen, lagen eeuwenlang twee omgrachte terreinen.
Het grote terrein was eivormig, had een afmeting van 100 meter in doorsnee en was omgeven door een gracht en een wal. Dit zou mogelijk duiden op een oude vluchtburcht.
Aan de noordzijde van het grote terrein lag een kleiner terrein, rond van vorm en eveneens omgracht. Hier zou dan oorspronkelijk een mottekasteel hebben gestaan. Van de hoeve Op den Berg die tot aan het einde van de Tweede Wereldoorlog op deze heuvel stond, was het oudste deel 16e-eeuws. De hoeve bestond uit een woonhuis met een kelder en een verdieping, twee lage aanbouwen, en een zijvleugel. Deze laatste had een in vakwerk uitgevoerde eindgevel. Nadat een bom het huis begin 1945 verwoestte, zijn de restanten gesloopt. Op de plek van het voormalige huis is een nieuwe woning gebouwd.
De grachten die rondom het huis lagen, zijn begin 19e eeuw deels gedempt. Tot in de 20e eeuw waren er nog restanten van de grachten zichtbaar.

## Hoeve of kasteel?
Het is niet duidelijk of het huis Op den Berg oorspronkelijk een kasteel was. In 1860 werd het huis door auteur Joseph Russel beschreven als een omgracht, voormalig riddergoed dat later zou zijn vervangen door een boerderij. Als kasteelbewoner werd een tak van het geslacht Vos van Brunssum genoemd. Er zou ook een ophaalbrug over de gracht hebben gelegen.
Er zijn echter geen aanwijzingen dat er daadwerkelijk sprake is geweest van een riddergoed op deze locatie. De wallen en grachten van het grote terrein kunnen mogelijk wijzen op een oude vluchtburcht, maar er is niets bekend over een  verband tussen dit terrein en de locatie van het huis Op den Berg. Ook is niet duidelijk of beide terreinen gelijktijdig in gebruik zijn geweest. Wel was er sprake van een heerlijkheid Daniken, maar of een van beide omgrachte terreinen hier ooit een rol in heeft gespeeld, is niet duidelijk.
Mogelijk speelde Op den Berg alleen een rol in de algemene verdedigingswerken rondom Geleen, zoals landweren en omgrachte vluchtterreinen.

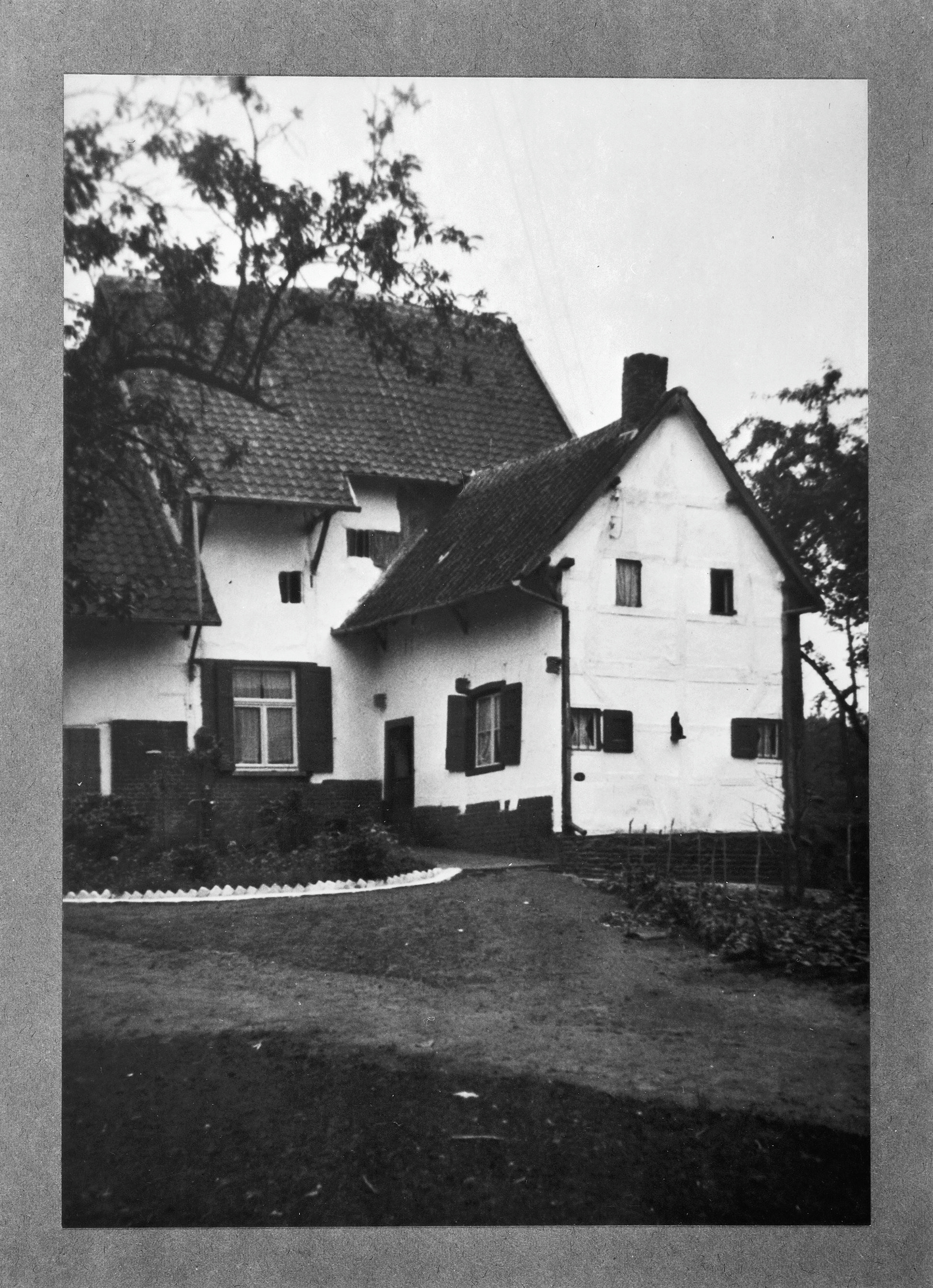
De boerderij in 1935.
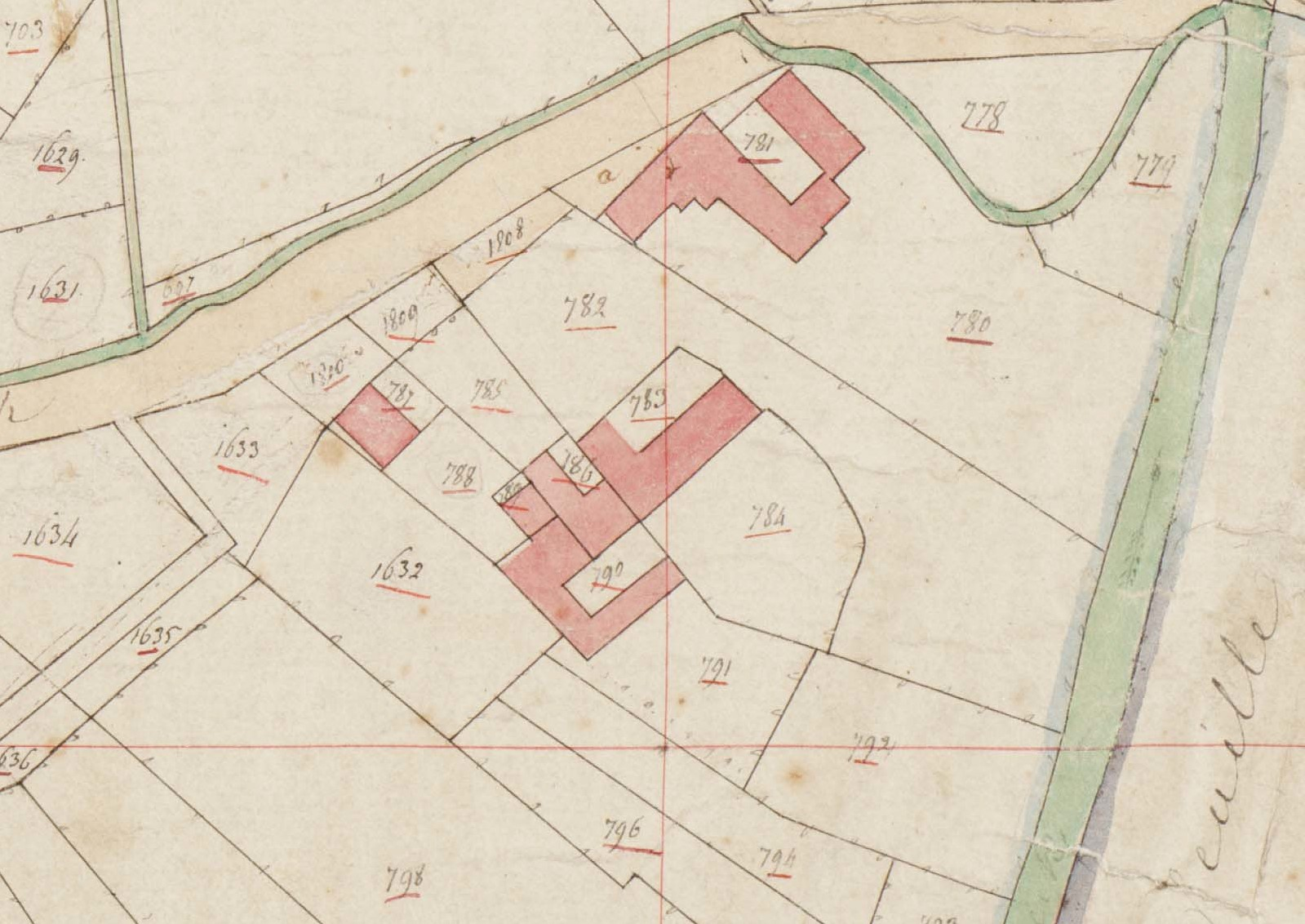
Kadastrale kaart uit 1822, met in het midden Huis Op den Berg.